# 主教宫 (皮恩扎)

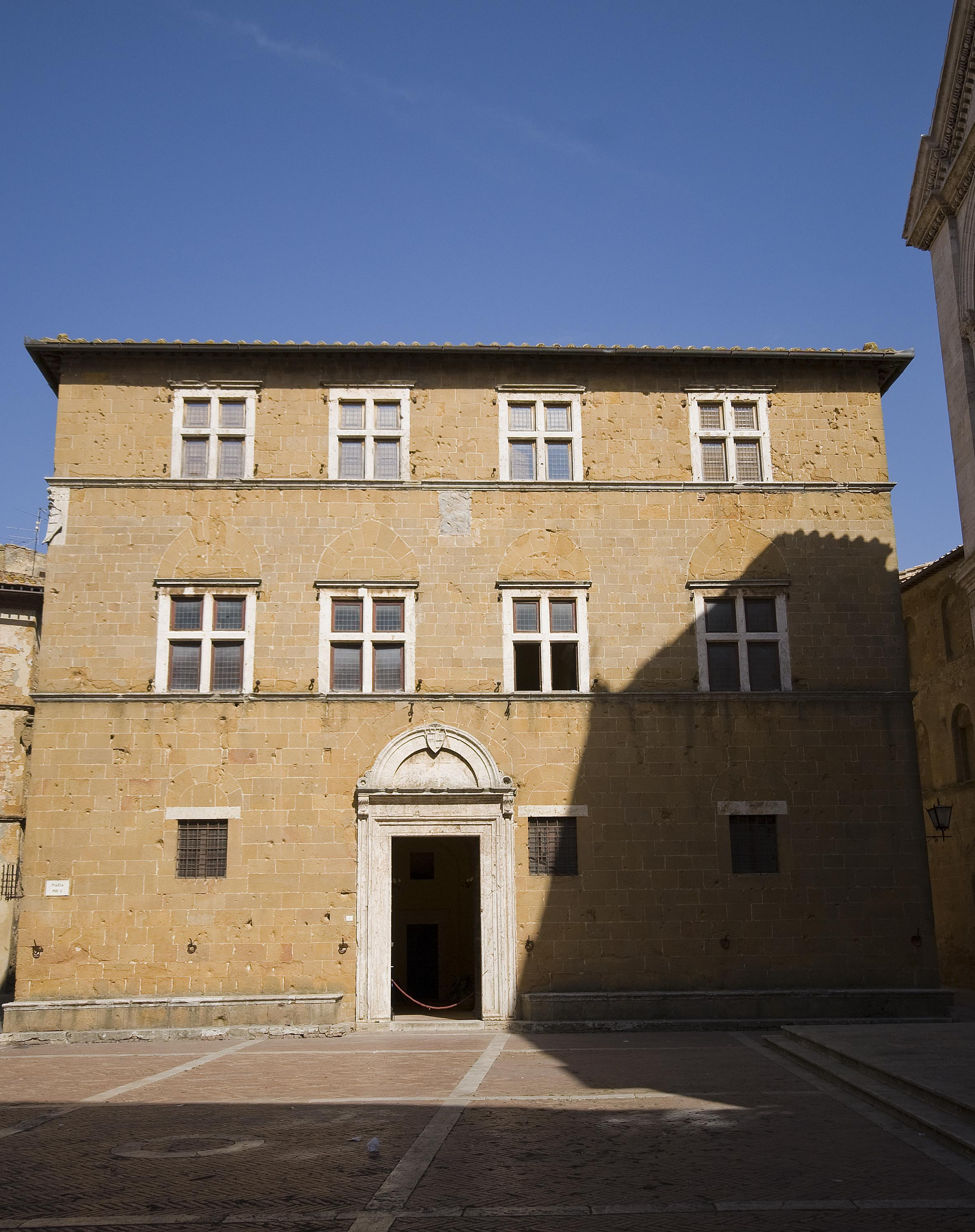

主教宫（Palazzo Vescovile）是意大利皮恩扎一座古老的哥特式建筑，位于庇护二世广场（Piazza Pio II）的左侧，皮克罗米尼宫前。它是由教宗庇护二世捐资修建于15世纪。罗德里哥·波吉亚枢机（后来的教宗亚历山大六世）又将其修复，作为自己的居所。
主教宫立面简洁，设有细长的门和两层窗户，构成“圭尔夫十字”。在面向罗塞利诺大街（Corso del Rossellino）一侧可以看到波吉亚家族的标志。